# Thelebolus nanus
Thelebolus nanus är en svampart som beskrevs av Heimerl 1889. Thelebolus nanus ingår i släktet Thelebolus och familjen Thelebolaceae.   Inga underarter finns listade i Catalogue of Life.